# Нижньогородська (зупинний пункт)
«Нижньогоро́дська» (рос. Нижегородская; до 31 січня 2020 — «Карача́рово») — зупинний пункт/пасажирська платформа Горьківського напрямку МЗ, лінії МЦД-4 Московських центральних діаметрів, розташовано у Нижньогородському районі Москви за 6 км від Москва-Пасажирська-Курська. Другий зупинний пункт після Москва-Пасажирська-Курська, час руху від Москва-Пасажирська-Курська — близько 10 хвилин.

## Історія
Зупинний пункт відкрито в 1932 році під назвою Карачарове 

на честь однойменного довколишнього села, що стало з 1960 однойменним історичним районом Москви.
У 2008 — 2011 роках пункт зупинки зазнав реконструкції: було укладено нове асфальтове покриття на платформу 
, 
оновлено фарбу 
, 
встановлено огорожі 
, 
а також облаштовано підземний пішохідний перехід між платформами.
19 травня 2018 року Карачарове було закрито з метою будівництва нових платформ, а електропоїзди стали проїжджати платформу без зупинки 
. 
На час закриття були введені компенсуючі автобуси № КМ від платформи Чухлинка 

. 
При цьому, на відміну від практики ремонту інших станцій і пунктів зупинки, тимчасових дерев'яних платформ в Карачарово зведено не було 
. 
15 жовтня 2018 року була відкрита платформа № 1 
, 
що розташувалася за 550 метрів 
 
на захід від колишнього розташування зупинного пункту 
. 
10 січня 2019 року відкрито платформу № 2 
; 
цього ж дня на Карачарове було введено зупинку ряду експресів Горьківського напрямку (від/до Желєзнодорожної та Круте) 
.
У серпні 2019 року між зупинним пунктом та станцією Желєзнодорожна була введена в експлуатацію четверта колія 
.

## Розташування
Біля платформи — торговий комплекс «Город», гіпермаркети «Ашан» і «Leroy Merlin»..

## Пересадки
- Станцію МЦК  Нижньогородська
- Метростанцію  Нижньогородська
- Автобуси: м7, е70, 51, 59, 279, 429, 759, 766, 805, 859, т63, н7